# هاني ناصر
هاني ناصر (2 مارس 1950 - 16 نوفمبر 2020) هو موسيقي أردني أمريكي. تخصص في العود وآلات الإيقاع اليدوية. واعتبره النقاد أنه أستاذ في مجاله.

## وقت مبكر من الحياة
ولد هاني ناصر في الأردن، في قرية الحمامين الجبلية على قمة تل خارج عمان، اذ كان جده شاعر القرية. كانت عائلته مسيحية من الناصرة، بعد أن تحولت من اليهودية قبل عدة قرون. عندما كان في عمر سبعة أشهر، انتقلت عائلته إلى مقاطعة ويستتشستر، نيويورك، حيث نشأ. وكان يعود من حين لآخر إلى الأردن؛ يتذكر هاني أن جده "كان يطحن ويحمص القهوة، ويعزف هذه الإيقاعات، ويغني ويردد، وكان القرويون يأتون ليسمعوا منه".
انغمس هاني في الحياة الليلية في مانهاتن، نيويورك من خلال ركوب القطار للاستماع إلى بوب ديلن وجوان بيز في الستينيات، واستمع إلى موسيقى الجاز الأفرو كوبية والموسيقى اللاتينية. انتقل إلى كاليفورنيا للالتحاق بالجامعة، وانضم إلى القوات الجوية الأمريكية، وحصل على رتبة رقيب. عاش لاحقًا في توبانغا كانيون، كاليفورنيا.

## حياة مهنية
كان يعزف على الآلات الإيقاعية العربية منذ طفولته المبكرة، وحصل على عود كهدية عندما كان في السابعة من عمره. كان يعزف على العود والطبول المختلفة دون أخذ دروس. وكان عضوًا في فرقة روك أند رول في الستينيات في أوائل مراهقته، وفاز من الفرقة في مسابقة للعزف في House of Liverpool في يونكيرس، وقال ناصر: "لقد فعلنا ذلك طوال الصيف، وهي تجربة العمر".
اقتحم ناصر المشهد الموسيقي في لوس أنجلوس من خلال إثارة إعجاب المغنية اللبنانية سميرة توفيق بأسلوبه الإيقاعي غير العادي في يوليو 1970 عندما كانت تقوم بتجربة أداء الموسيقيين لظهورهم في باسادينا، كاليفورنيا.

## وفاته
توفي هاني ناصر في أوجي، كاليفورنيا، في 16 نوفمبر 2020. أعلن عازف الجيتار جايل إليت عبر حسابه على فيسبوك في 18 نوفمبر 2020، أن "صديقه العزيز هاني ناصر توفي هذا الأسبوع". كتبت شريكته إليز مالوف نعيًا لصحيفة كانيون كرونيكل ، قائلة إنه توفي "بسلام" لكن "قلبه لم يستطع تحمل ألم" أفراد عائلته الذين قُتلوا في منزلهم على يد مسلح في هندرسون، نيفادا، في 3 نوفمبر، قبل أسابيع. أقيم له نصب تذكاري في أبلاند، تلته جنازة في فورست لون في كوفينا في 10 ديسمبر 2020.

## روابط خارجية
- هاني ناصر على موقع ARTISTdirect
- مقتطف من الإيقاع من جلسة التسجيل لشهر أغسطس 2020